# Настоящий герой
«Настоящий герой» (телугу దేశముదురు, транскр. Desamuduru) — индийский фильм режиссёра Пури Джаганатха, вышедший в прокат 12 января 2007 года в оригинале на языке телугу. Главные роли сыграли Аллу Арджун и дебютантка Хансика Мотвани. Фильм был дублирован на малаялам и тамильском языке под названием Hero: The Real Hero и на хинди — под названием Ek Jwalamukhi.

## Сюжет
Вступившись за незнакомца, Бала Говинд, программный директор MAA TV, жестоко избивает Муругана, сына бандита Тамби Дураи. Чтобы спасти Балу от мести бандитов, начальник отправляет его вместе со съемочной группой в Куллу. Там они встречают группу женщин-санньясинов. Бала с первого взгляда влюбляется в одну из них — юную девушку по имени Вайшали. Приложив усилия, ему удаётся добиться взаимности. Однако в день, когда молодые решают вернуться в Хайдарабад, чтобы пожениться, Вайшали похищают люди Тамби Дураи. Пытаясь узнать, что случилось с Вайшали, Бала встречает спасенного им незнакомца, который рассказывает ему, что люди Тамби Дураи охотились за ним, потому что он помог Вайшали бежать. Отец девушки отказал Тамби ранее, когда тот пришёл просить руки его дочери для своего сына, за что был убит им вместе с женой, а Вайшали силой заставили выйти замуж за Муругана в тот же день. Бала решает приложить все силы, чтобы спасти Вайшали от её новых «родственников».

## В ролях
- Аллу Арджун — Бала Говинд
- Хансика Мотвани — Вайшали
- Суббураджу[англ.] — Муруган, сын Тамби Дураи
- Прадип Рават[англ.] — Тамби Дураи
- Телангана Шакунтала — жена Тамби Дураи
- Чандрамохан — Чандра Мохан, отец Балы Говинда
- Джива[англ.] — Поннусвами, соратник Тамби Дураи
- Аджай[англ.] — подручный Тамби Дураи
- Рама Прабха[англ.] — глава ашрама
- Коваи Сарала[англ.] — Шивани, одна из саньясинов
- Али[англ.] — Шанкар / Свами
- Шриниваса Редди[англ.] — Рави, член съемочной группы
- Рагху Бабу[англ.] — медбрат
- Ахути Прасад — А. Прасад, полицейский инспектор

## Саундтрек
Вся музыка написана Чакри.
| №  | Название                | Текст песни    | Исполнители           | Длительность |
| -- | ----------------------- | -------------- | --------------------- | ------------ |
| 1. | «Ninne Ninne»           | Кандиконда     | Чакри, Каушалья       | 4:37         |
| 2. | «Gili Giligas»          | Бхаскарабхатла | Деван, Андреа         | 4:30         |
| 3. | «Satte Era Satte»       | Бхаскарабхатла | Ранджит               | 4:15         |
| 4. | «Gola Petty»            | Бхаскарабхатла | Рагху Кунче, Каушалья | 4:37         |
| 5. | «Manasuley Kalisey»     | Кандиконда     | Чакри, Каушалья       | 4:49         |
| 6. | «Attaantode Ittaantode» | Бхаскарабхатла | Рави Варма, Сучитра   | 4:49         |

## Критика
Адитья Вардан из Rediff.com описал фильм как «развлекательный, чистый и простой… [он] не оставит ни одного момента для скуки».
Idlebrain.com же написал «Плюсами фильма являются работа Аллу Арджуна, комедийная нить Али и колоритные боевые эпизоды. С другой стороны эмоции ведущей пары показаны плохо».
IndiaGlitz и filmibeat.com сошлись на том, что фильм «стоит смотреть ради его песен и боевых сцен. И item-номер Рамбхи перед кульминацией также был сделан со вкусом».
Cinegoer дал фильму среднюю оценку, так как если первая его половина с романтической линией — удовлетворительна, то вторая слишком резкая и без какой-либо ясности. Подоплёка названия фильма остаётся непонятной.
AllIndianSite.com отметил, то диалоги были смешны и интересны, а главной изюминкой фильма стали персонажи Али и Коваи Сералы, которые прекрасно справились со своими ролями в отличие от Аллу Арджуна.

## Награды и номинации
| Награда               | Категория                              | Получатель      | Итог      | Ссылки        |
| --------------------- | -------------------------------------- | --------------- | --------- | ------------- |
| Filmfare Awards South | Лучший фильм                           | —               | Номинация | [ 9 ]         |
| Filmfare Awards South | Лучшая режиссура                       | Пури Джаганатх  | Номинация | [ 9 ]         |
| Filmfare Awards South | Лучшая мужская роль в фильме на телугу | Аллу Арджун     | Номинация | [ 9 ]         |
| Filmfare Awards South | Лучшая музыка к песне для фильма       | Чакри           | Номинация | [ 9 ]         |
| Filmfare Awards South | Лучший женский дебют                   | Хансика Мотвани | Победа    | [ 10 ] [ 11 ] |
| CineMAA Awards        | Лучший женский дебют                   | Хансика Мотвани | Победа    | [ 12 ]        |
| Santosham Film Awards | Лучшая дебютная женская роль           | Хансика Мотвани | Победа    | [ 13 ] [ 14 ] |
| Nandi Awards          | Лучшая хореография                     | Нобль           | Победа    | [ 15 ] [ 16 ] |